# Хорегічний монумент Лісікрата

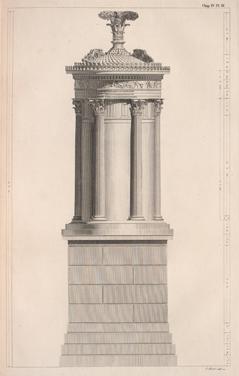
Хорегічний монумент Лісікрата із «The Antiquities of Athens» Джеймса Стюарта та Ніколаса Реветта, 1762 рік

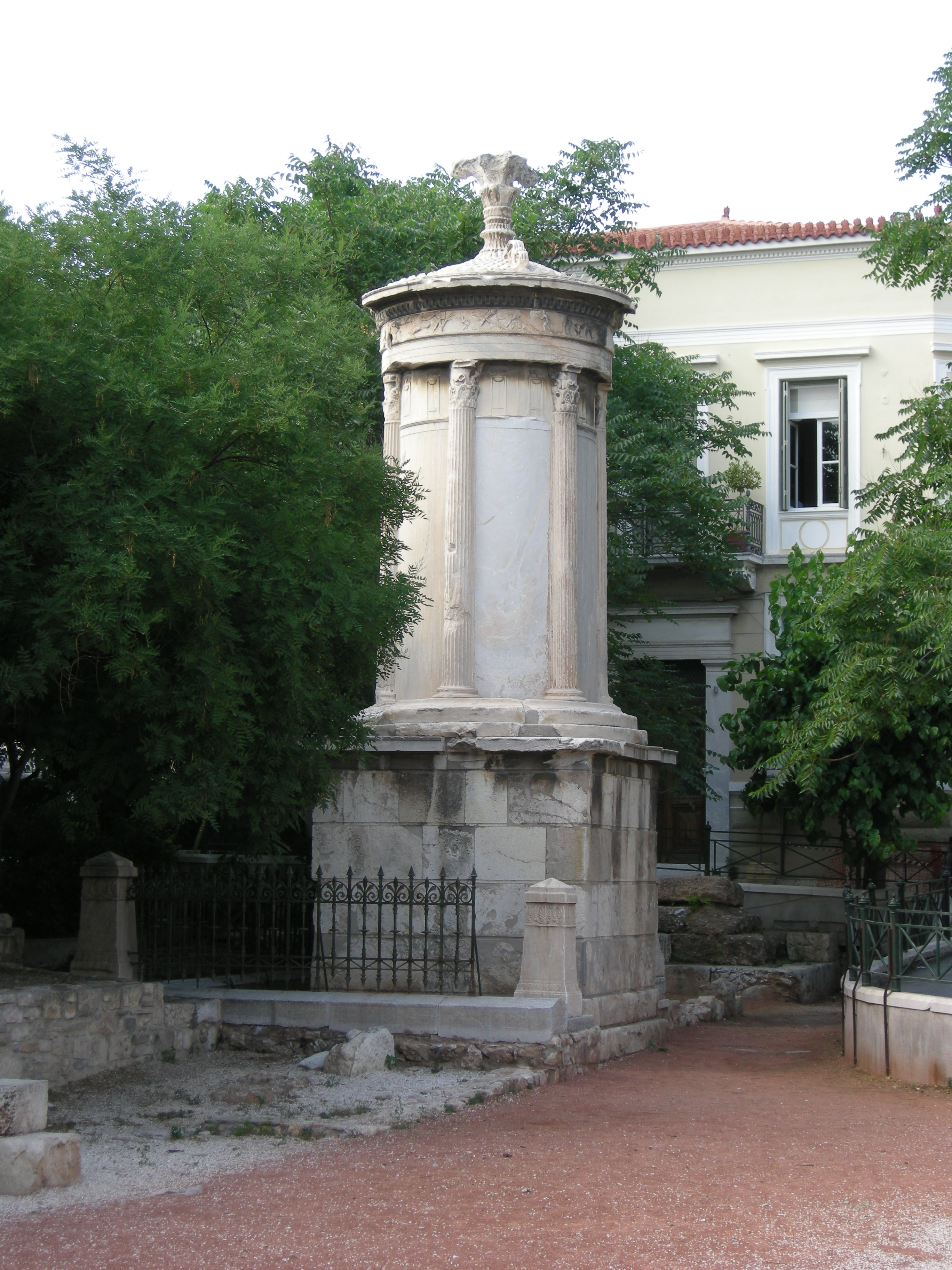
Сучасна фотографія монументу

Хорегічний монумент Лісікрата, або Пам'ятник Лісікрата, також Ліхтар Діогена — пам'ятник в Афінах, встановлений 334 до н. е. поблизу Акрополя, зокрема Театру Діоніса, хорегом Лісікратом на згадку про перемогу у дійстві, спонсором якого він виступав.

## Історія
У Стародавніх Афінах вистави в театрі ставили на кошти забезпечених громадян, так званих хорегів. Хорег, який виступав спонсором постановки, визнаної цього року найкращою, отримував символічний приз від міської влади. Ним могла бути тонко розписана ваза тощо. Афінянин Лісікрат, патрон багатьох театральних дій в Театрі Діоніса, спорудив пам'ятник на честь перемоги вистави на Великих Діонісіях 334 року до н. е. Він вирішив спорудити спеціальну каплицю, в яку встановили приз.
Хорегічний монумент Лісікрата добре зберігся донині. Він являє собою ротонду з коринфськими колонами, поєднаними закругленими мармуровими плитами, що відрізняються за відтінком матеріалу. Над колонами — фриз із сюжетом життя Діоніса: перетворенням піратів, які викрали бога, на дельфінів. Монумент шестиметрової висоти вінчає кам'яна квітка аканта, на якій стояла бронзова тринога — власне нагорода за перемогу в театральному змаганні.
1669 року пам'ятник Лісікрата придбала братія ордена капуцинів, що заснували неподалік свій монастир у 1658 році. Капуцини називали монумент «Ліхтарем Діогена». Відомо, що Лорд Елгін вів переговори, щоправда безуспішно, про викуп монумента у ченців, який став іконою модного на той час архітектурного стилю неогрек. 1821 року під час Грецької війни за незалежність, монастир був знищений, і пам'ятник Лісікрата сильно постраждав. У 1876—1887 пам'ятник був відновлений архітекторами Франсуа Буланжером та Е. Ловайотом.

## Копії
Найвідоміші англійські версії монумента нині перебувають в Стаффордширі, в саду і парку Шагборо вежі Алтон, а також на вежі церкви Святого Егідія в Елгіні.
У США Хорегічний монумент Лісікрата був адаптований у пам'ятник Громадянської війни в штаті Коннектикут. Мініатюрні копії монумента прикрашали численні вежі в стилі боз-ар. Вільям Стрікленд також створив копію пам'ятника для купола Merchants' Exchange Building у Філадельфії, а також для купола на вершині будівлі капітолія у Нашвіллі, штат Теннессі. Конструкція Портландського маяку також була створена як прообраз монументу Лісікрата.
Точна копія пам'ятника Лісікрата, створена скульптором Волтером Макгіллом, розташована в місті Сідней, Австралія.